# Marian Jeżak

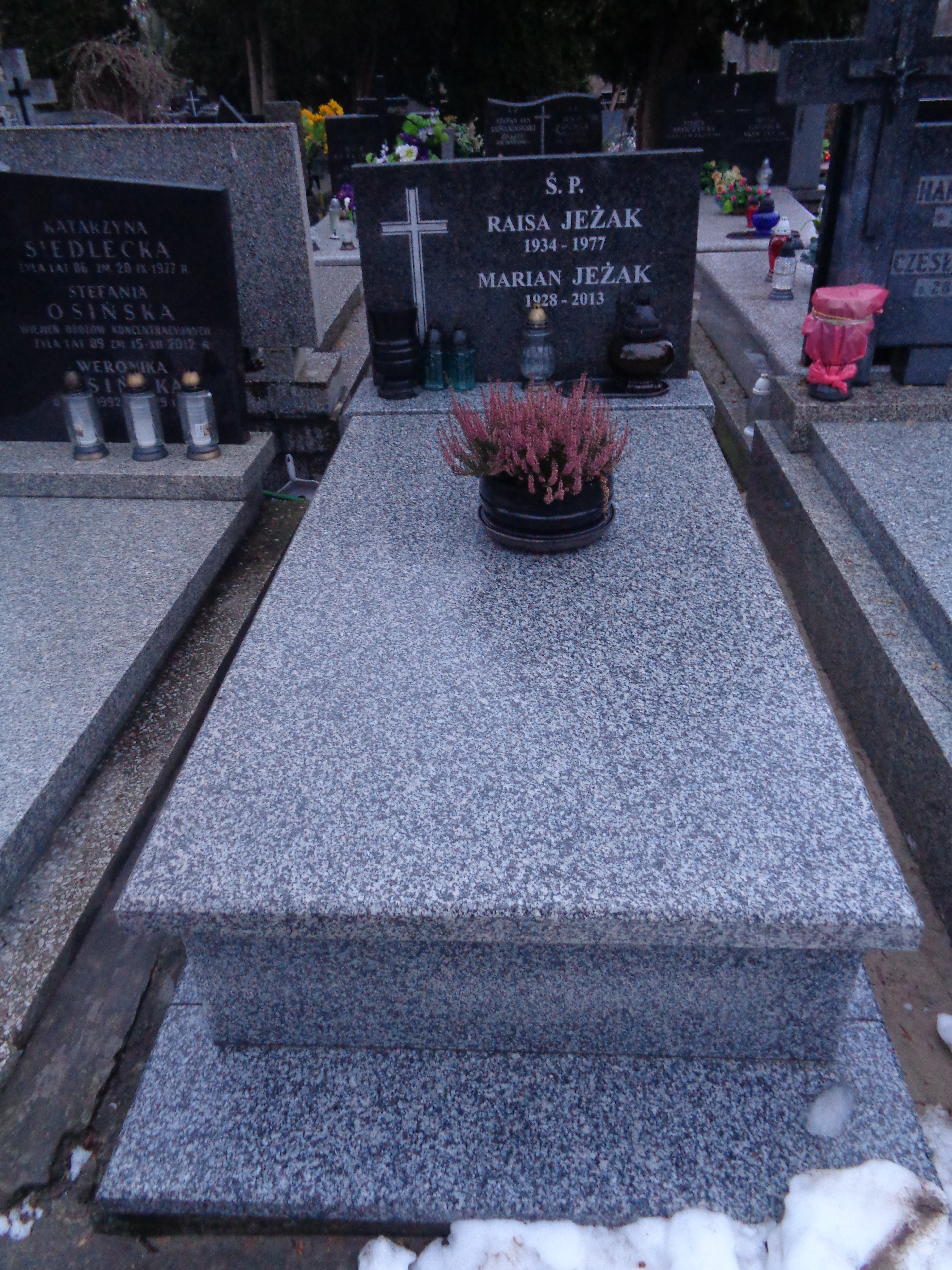
Grób Mariana Jeżaka na Cmentarzu na Służewie przy ul. Renety

Marian Jeżak (ur. 26 września 1928 w Krynicy, zm. 14 maja 2013 w Łapach) – polski hokeista, trener, olimpijczyk z Oslo 1952, żołnierz.
Był 8-krotnym mistrzem Polski w latach: 1950 z KTH Krynica, 1953–1957, 1959, 1961 z Legią Warszawa oraz wicemistrzem Polski w 1949 z KTH Krynica i w 1958, 1960 z Legią Warszawa. W reprezentacji Polski w której wystąpił 45 razy i strzelił 9 bramek.
Uczestnik mistrzostw świata w roku 1955 gdzie Polska zajęła 7 miejsce. Na igrzyskach olimpijskich w 1952 r. zajął 6 miejsce.
Po zakończeniu kariery zawodniczej został trenerem. Prowadził ŁKS Łódź, Legię Warszawa, Pomorzanina Toruń oraz jugosłowiański Partizan Belgrad, a także reprezentację Polski.